# Tylotropidius brevicornis
Tylotropidius brevicornis är en insektsart som beskrevs av Balderson och X.-c. Yin 1987. Tylotropidius brevicornis ingår i släktet Tylotropidius och familjen gräshoppor. Inga underarter finns listade i Catalogue of Life.